# Úslava
Úslava är ett vattendrag i Tjeckien. Det ligger i den västra delen av landet, 80 km sydväst om huvudstaden Prag.